# Нойбуков
Нойбуков (на немски: Neubukow) е малък град в Северна Германия, окръг Бад Доберан, федерална провинция Мекленбург-Предна Померания. Към 31 декември 2011 година населението на града е 4003 души.

## Етимология
Името е от немското Neu – нов и полабското Bukow, Буков, тоест Нов Буков. В 1260 година селището е назовано на латински novum oppidum Bukow, тоест Нов град Буков, а в 1270 година Nova Buchowe. Добавката нов по-късно изчезва и в 1278 година селището е Bucoywe, а в 1304 година Bucowe. В 1395 година е отново Nyen Bukowe, което с течение на времето става Neubukow. Съседното селище Алт Буков в 1281 година е споменато като Bucoywe.

## География
Градът се намира на 18 км югозападно от град Бад Доберан и 21 км североизточно от град Визмар.

## Личности
Градът е известен като родно място на един от най-значимите археолози в световната наука Хайнрих Шлиман.